# Titti Maartmann
Titti Maartmann (1920-2018) fue una deportista noruega que compitió en luge. Ganó una medalla de oro en el Campeonato Europeo de Luge de 1937, en la prueba individual.

## Palmarés internacional
| Campeonato Europeo | Campeonato Europeo | Campeonato Europeo | Campeonato Europeo |
| Año                | Lugar              | Medalla            | Prueba             |
| ------------------ | ------------------ | ------------------ | ------------------ |
| 1937               | Oslo (Noruega)     | Medalla de oro     | Individual         |